# Prynowo
Prynowo (deutsch Prinowen, 1938 bis 1945 Primsdorf) ist ein Dorf in der polnischen Woiwodschaft Ermland-Masuren, das zur Stadt- und Landgemeinde Węgorzewo (Angerburg) im Powiat Węgorzewski (Kreis Angerburg) gehört.

## Geographische Lage
Prynowo liegt im Nordosten der Woiwodschaft Ermland-Masuren und ist von der Kreisstadt Węgorzewo (Angerburg) vier Kilometer in nordwestlicher Richtung entfernt.

## Geschichte
Das kleine um 1435 Prumsdorf und bis 1938 Prinowen genannte kleine Dorf, zu dem die Wohnplätze Birkenhof, Raulinshöfchen (polnisch Prynówko) und Tannental (Jeglak) gehörten, wurde 1874 in den neu errichteten Amtsbezirk Thiergarten (polnisch Trygort) eingegliedert. Er gehörte bis 1945 zum Kreis Angerburg im Regierungsbezirk Gumbinnen der preußischen Provinz Ostpreußen.

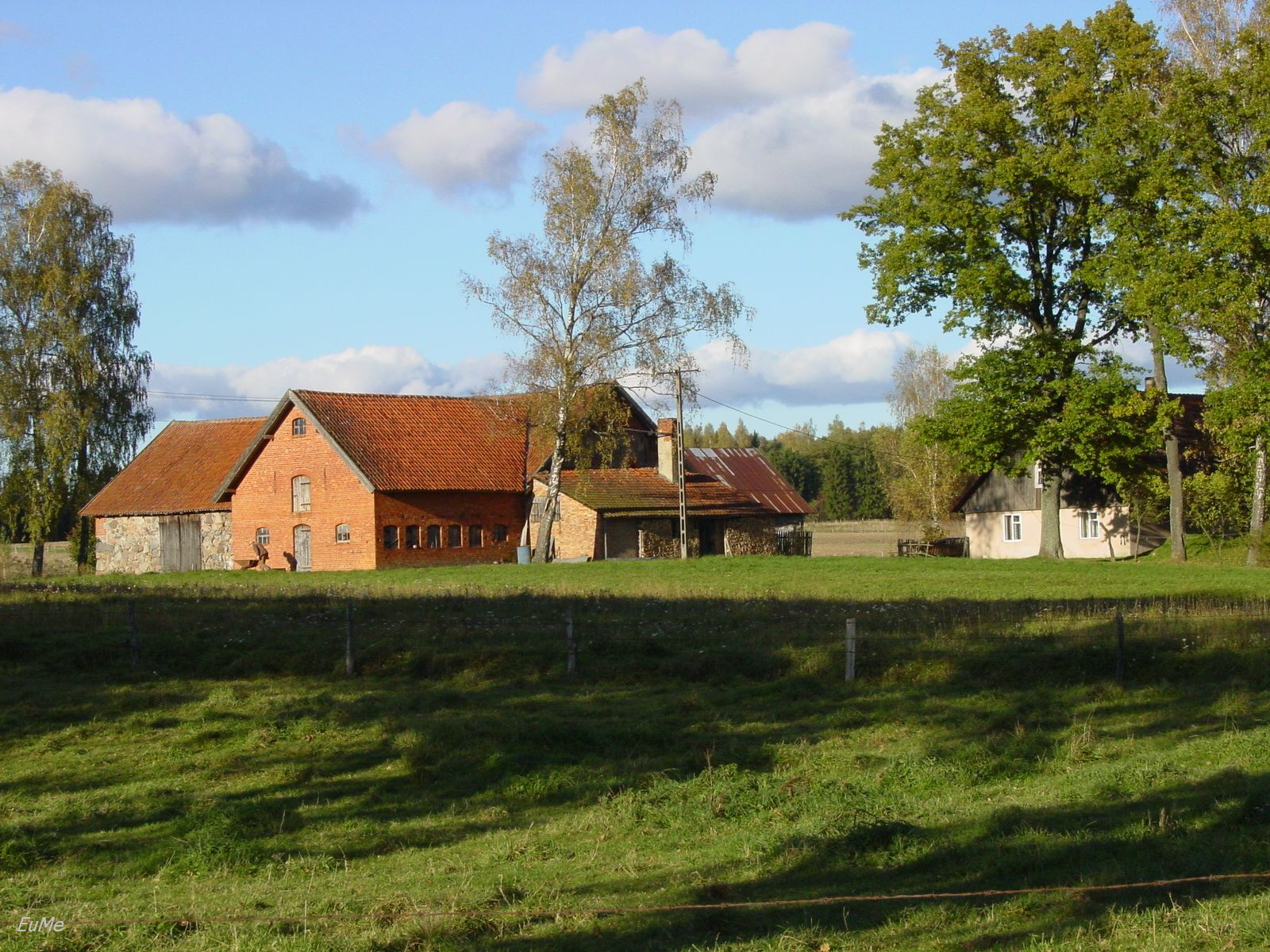
Bäuerliches Anwesen in Prynowo (2010)

Im Jahr 1910 waren in Prinowen 460 Einwohner registriert. Ihre Zahl stieg bis 1925 auf 476, betrug 1933 wieder 460 und sank bis 1939 auf 402. Aus politisch-ideologischen Gründen der Vermeidung fremdländisch klingender Ortsnamen erhielt Prinowen am 3. Juni 1938 die Umbenennung in „Primsdorf“.
In Kriegsfolge kam der Ort 1945 mit dem gesamten südlichen Ostpreußen zu Polen und erhielt die polnische Bezeichnung „Prynowo“. Heute ist er Sitz eines Schulzenamtes (polnisch Sołectwo) und eine Ortschaft im Verbund der Stadt- und Landgemeinde Węgorzewo im Powiat Węgorzewski, vor 1998 zur Woiwodschaft Suwałki, seither zur Woiwodschaft Ermland-Masuren gehörig.

## Religionen
Der evangelische Teil der Bevölkerung Prinowens resp. Primsdorfs war vor 1945 in die Pfarrkirche Angerburg im Kirchenkreis Angerburg in der Kirchenprovinz Ostpreußen der Kirche der Altpreußischen Union, der katholische Teil in die Angerburger Kirche Zum Guten Hirten im Dekanat Masuren II (Sitz: Johannisburg, polnisch Pisz) im damaligen Bistum Ermland eingepfarrt. 
Heute gehören die evangelischen Kirchenglieder zur Gemeinde in Węgorzewo, die jetzt eine Filialgemeinde der Pfarrei in Giżycko (Lötzen) in der Diözese Masuren der Evangelisch-Augsburgischen Kirche in Polen ist. Die Katholiken gehören zur Pfarrei der Kirche St. Peter und Paul in Angerburg im Dekanat Węgorzewo im jetzigen Bistum Ełk (Lyck) der Römisch-katholischen Kirche in Polen.

## Verkehr
Prynowo liegt günstig in unmittelbarer Nähe der polnischen Landesstraße DK 63 (einstige deutsche Reichsstraße 131), die von der polnisch-russischen Staatsgrenze bei Perły (Perlswalde) über Giżycko (Lötzen) und Pisz (Johannisburg) bis zur polnisch-belarussischen Staatsgrenze führt. Durch das Dorf verläuft eine Nebenstraße, die die DK 63 mit Brzozowo (Brosowen, 1938 bis 1945 Hartenstein), Guja (Groß Guja), Bajori Wielkie (Groß Bajohren, 1938 bis 1945 Groß Blankenfelde) mit Brzeźnica (Birkenfeld), unmittelbar an der polnisch-russischen Grenze gelegen,  verbindet. Außerdem führen Nebenstraßen von Wilkowo (Wilkowen, 1938 bis 1945 Geroldswalde) und von Trygort (Thiergarten) an der Woiwodschaftsstraße DW 650 (frühere deutsche Reichsstraße 136) nach Prynowo.
Vor 1945 war Pinowen/Primsdorf Bahnstation an den Bahnstrecken von Angerburg nach Königsberg sowie von Angerburg nach Gumbinnen, die zwischen Angerburg und Prinowen/Primsdorf eine gemeinsame Trasse befuhren. Nach 1945 wurden beide Strecken bedingt durch die Streckentrennung aufgrund der polnisch-russischen Grenzziehung nicht mehr in Betrieb gestellt und größtenteils demontiert.